# Неврохирургия
Неврохирургията е медицинска специалност и дял от медицината, който изучава диагностиката и лечението на заболяванията на нервната система с хирургически методи. Неврохирургията се занимава с лечението на: тумори на главния и гръбначния мозък; черепномозъчна травма; абсцеси и болести на кръвоносните съдове на главния и гръбначния мозък; травми и хернии на гръбначния мозък; увреждания на междупрешленните дискове и на периферните нерви.